# Исаев, Андрей Константинович
Андре́й Константи́нович Иса́ев (род. 1 октября 1964, Москва) — российский политик. Депутат Государственной думы Федерального Собрания Российской Федерации с 19 декабря 1999 года. Заместитель руководителя фракции «Единая Россия» в Государственной думе Федерального собрания Российской Федерации VIII созыва с 7 октября 2021 года. Член комитета Государственной Думы по труду, социальной политике и делам ветеранов. Член Генерального совета партии «Единая Россия».
Был депутатом Государственной думы III, IV, V, VI и VII созывов, заместитель Председателя Государственной Думы ФС РФ (2014—2016). Первый заместитель руководителя фракции «Единая Россия» в Государственной Думе ФС РФ. Заместитель председателя Федерации независимых профсоюзов России. Член Генерального совета партии «Единая Россия». Кандидат политических наук (2000), доцент.
Начав политическую деятельность во времена перестройки как анархо-синдикалист и сторонник Нестора Махно, Исаев затем участвовал в профсоюзном движении, был социал-демократом, членом движения «Отечество — вся Россия», которое в 2001 году объединилось с партией «Единство» и было преобразовано в партию «Единая Россия». Исаев активно участвовал в создании партии, был членом координационного совета Союза «Единство и Отечество», делегатом учредительного съезда партии.
Исаев стал одним из авторов Трудового кодекса РФ. В «Единой России» Исаев представляет социальное крыло партии. С 2011 года — председатель комитета Госдумы по труду, социальной политике и делам ветеранов.
9 октября 2013 года, оказавшись в центре скандала из-за дебоша на борту самолёта, объявил о сложении с себя полномочий заместителя секретаря генсовета «Единой России». Тем не менее, 17 декабря 2014 года президиум генерального совета партии вновь избрал его заместителем секретаря генсовета. В марте 2015 года возглавил комиссию «Единой России» по идеологии.
Из-за нарушения территориальной целостности Украины во время российско-украинской войны находится под персональными международными санкциями всех стран Европейского союза, Великобритании, США, Канады, Швейцарии, Австралии, Японии, Украины, Новой Зеландии.

## Биография
Родился в Москве 1 октября 1964 года. Учился в московской школе № 734 (ныне Центр образования № 734 «Школа самоопределения» имени А. Н. Тубельского). По утверждению газеты «Завтра», в школьные годы Исаев был «убеждённым сталинистом и даже спал под большим портретом Сталина». После окончания школы поступил на исторический факультет Московского государственного педагогического института имени В. И. Ленина. В 1983—1985 годах проходил срочную службу рядовым в Советской армии (студенты многих институтов в те годы были лишены отсрочки).

### Общественно-политическая деятельность в 1985—1991 годах
Обучение Исаева в вузе (1981—1989, с перерывом на армию) пришлось на время перестройки.
В эти годы он начал активно участвовать в общественно-политическом движении, был организатором и членом целого ряда объединений социал-демократической и анархистской направленности. Так, в 1982 году он стал организатором подпольной студенческой группы «Оргкомитет Всесоюзной революционной марксистской партии» (ВРМП); в мае 1987 года вошёл в созданный на его базе историко-политический клуб «Община» — одну из первых московских неформальных групп; стал редактором издаваемого «Общиной» журнала. В июне 1988 года Исаев принял активное участие в организации Московского народного фронта (МНФ), написал проект его Учредительной декларации; в августе того же года инициировал создание Альянса социалистов-федералистов, который в январе 1989 года был преобразован Конфедерацию анархо-синдикалистов (КАС).
В 1988 году стал организатором и членом «Демократической фракции ВЛКСМ». В ноябре того же года был выдвинут кандидатом в депутаты Съезда народных депутатов СССР, но не был зарегистрирован. По воспоминаниям А. Шубина и А. Тарасова, Исаев в то время считал себя анархистом; в одной из статей Исаев называл себя сторонником «христианского народного демократического социализма». Сергей Станкевич, бывший преподаватель Исаева в институте, вспоминает:

«Он [Исаев] был уверен, что образ Нестора Махно был несправедливо искажён под влиянием советской пропаганды, хотя на самом деле, как полагал Исаев, Махно был народным героем и очень позитивным человеком».
В 1989 году Исаев с отличием окончил институт по специальности «история», с дополнительной специальностью «советское право».
В 1989—1991 годах работал учителем истории в школе, которую ранее окончил; одна из учениц Исаева позднее стала его женой. Свои анархистские идеи Исаев пропагандировал в том числе и во время школьных занятий. В 1990 году Исаев участвовал в выборах в Моссовет как кандидат от блока «Демократическая Россия», но потерпел поражение. В том же году вместе с А. Шубиным участвовал в создании «Движения за народное самоуправление».
В 1991 году был избран членом Федерального совета Конфедерации анархо-синдикалистов, занимал этот пост вплоть до 1992 года.
В мае 1991 года Исаев заявил об отделении КАС от российского демократического движения, а «Демократическую Россию» назвал в числе противников Конфедерации; в августе того же года вместе с Николаем Гончаром, Михаилом Нагайцевым и Борисом Кагарлицким вошёл в инициативную группу по созданию «Партии Труда» .
В 1992 году Исаев покинул КАС.

### Профсоюзная деятельность
С конца 1980-х годов А. К. Исаев активно участвует в профсоюзном движении. В 1990 году он основал информационно-исследовательский центр рабочего и профсоюзного движения «КАС-КОР».
В августе 1991 года стал главным редактором газеты «Солидарность», незадолго до того учрежденной Московской федерации профсоюзов.
В 1994 году в состав учредителей газеты вошла также Федерация независимых профсоюзов России, что повысило статус издания до центральной профсоюзной газеты. С поста главного редактора Исаев ушел в конце 1999 года, после избрания депутатом Государственной думы РФ.
В 1995—2001 годах Исаев был секретарем Федерации независимых профсоюзов России (ФНПР), курировал информационную политику и общественные связи Федерации.
В феврале 2001 года был избран заместителем председателя ФНПР, исполняя эту должность на общественных началах.
В марте 2011 года стал первым заместителем председателя ФНПР.
С 1998 года — председатель Федерального совета общероссийского движения «Союз труда», которое, по словам самого Исаева, является прообразом будущей партии лейбористской ориентации.
Автор статей по проблемам общественного, профсоюзного и рабочего движения, теории и истории анархизма. Является одним из основателей и учредителей Центра социально-консервативной политики (ЦСКП), созданного в 2005 году.
19 июля 2018 года Исаев проголосовал за повышение пенсионного возраста россиянам.
В мае 2019 года на X Съезде Федерации независимых профсоюзов России вновь был избран заместителем председателя ФНПР.

### Партийная деятельность и работа в Госдуме
В 1996 году избран членом правления Социал-демократической партии России.
В 1999 году Исаев вошёл в политсовет возглавляемого Юрием Лужковым движения «Отечество» и в штаб движения по выборам депутатов Государственной думы. Газета «Коммерсантъ» в то время называла Исаева одним «из самых ярых сторонников Лужкова», отмечала, что Исаев и ряд других политиков «давно и прочно ассоциируются с московским мэром»; по информации газеты, включению Исаева в руководящие органы движения способствовал предприниматель Владимир Евтушенков.
В декабре 1999 года был избран депутатом Государственной думы III созыва по федеральному списку избирательного блока «Отечество — Вся Россия» (ОВР), был заместителем руководителя фракции ОВР, заместителем председателя Комитета по труду и социальной политике, председателем Комиссии по проблемам разрешения трудовых споров и конфликтов на предприятиях. Исаев стал одним из авторов нового Трудового Кодекса; в одном из проектов кодекса предлагал дать работодателю право выплачивать часть заработной платы работникам в натуральном виде.

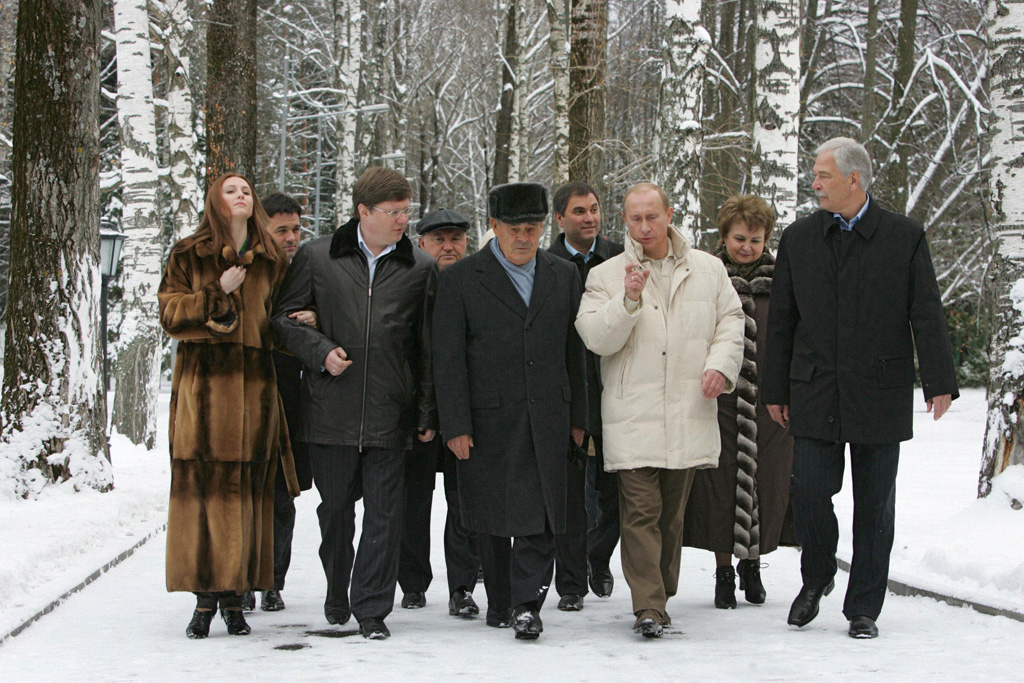
Исаев и другие члены «Единой России» на встрече с В. В. Путиным в 2007 году

В 2000 году Исаев защитил диссертацию на соискание учёной степени кандидата политических наук (по специальности «политические институты и процессы») на тему «Экономическая демократия и проблемы её становления в современной России: политологический анализ».
После объявления об объединении партии «Единство» и движения «Отечество» в апреле 2001 года стал сопредседателем межпартийной комиссии по подготовке совместных программных документов и устава новой партии (сопредседателем от «Единства» стал Владислав Резник). В 2001 году на учредительном съезде всероссийской партии «Единая Россия» был избран членом её Генерального совета, возглавил работу по взаимодействию с общественными организациями и движениями.
В декабре 2003 года был избран депутатом Государственной думы IV созыва по федеральному списку избирательного объединения «Единая Россия», вошёл во фракцию «Единой России» (в депутатскую группу Олега Морозова); возглавил думский комитет по труду и социальной политике. В ходе внутрипартийной дискуссии «Единой России» в 2004—2005 годах причислял себя к «левому крылу» партии.
Являлся председателем партийной комиссии по пропагандистской работе и заместителем секретаря президиума генсовета «Единой России» по агитации и пропаганде; в этом качестве выдвигал ряд предложений по изменению партийной программы, рассчитанных на националистический электорат.
В октябре 2007 года Исаев возглавил список кандидатов в депутаты от «Единой России» во Владимирской области.
В декабре 2007 года был избран депутатом Государственной думы V созыва в составе федерального списка кандидатов, выдвинутого партией «Единая Россия».

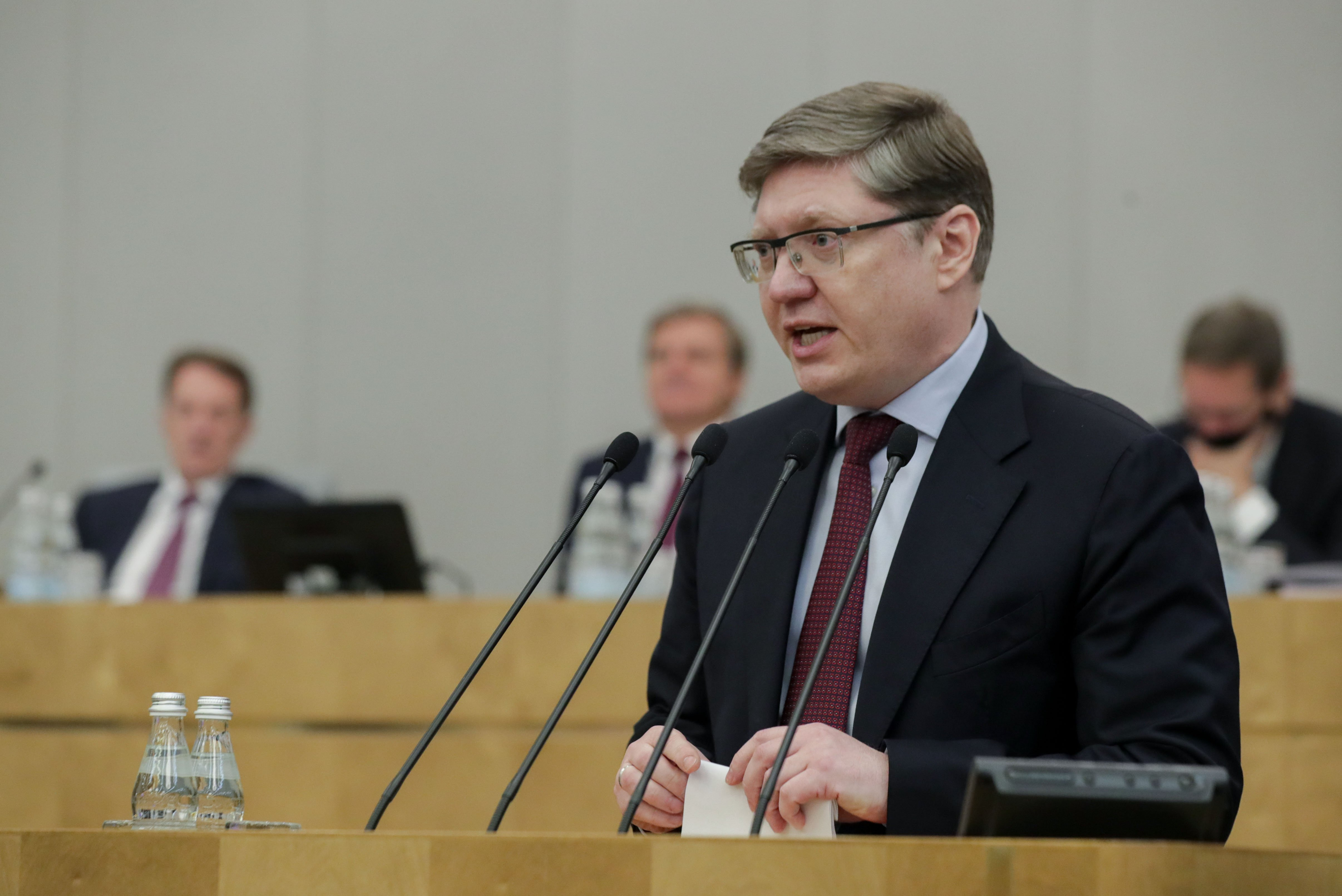
Андрей Исаев на последнем пленарном заседании весенней сессии Государственной Думы, 2021 год

В начале 2011 года Исаев выдвигался на пост руководителя ФНПР вместо Михаила Шмакова, однако накануне съезда Федерации снял свою кандидатуру и поддержал Шмакова.
С декабря 2011 года — депутат Государственной думы VI созыва, председатель комитета Госдумы по труду, социальной политике и делам ветеранов.
Является членом наблюдательного совета государственной корпорации — Фонда содействия реформированию жилищно-коммунального хозяйства.
В январе 2013 года выступил активным сторонником запрета американским гражданам усыновлять российских детей-сирот, назвав противников закона «детоторговцами» и призвав «загнать их на такую обочину политической и общественной жизни, куда Макар телят не гонял». В то же время стало известно, что Исаев вместо Алексея Чеснакова будет курировать в «Единой России» вопросы идеологии. Исаев сравнил себя с «пощёчиной», которая остановит «истерику» оппозиции.
15 февраля 2013 года в газете «Московский комсомолец» была опубликована колонка Станислава Белковского «Папа указал путь патриарху», где колумнист представил программу реформации русской церкви. 20 февраля 2013 года на имя генпрокурора Юрия Чайки и председателя Следственного комитета Александра Бастрыкина рядом депутатов и сенаторов был отправлен запрос с просьбой проверить на экстремизм и разжигание религиозной розни текст Белковского (статья 282 УК РФ), среди подписантов был Андрей Исаев.
11 ноября 2014 года избран заместителем Председателя Государственной думы Федерального собрания Российской Федерации.
16 февраля 2016 года был избран секретарём программной комиссии партии, стал одним из четырёх соавторов идеологического блока предвыборной программы на парламентских выборах 2016 года. Спустя два дня был избран заместителем секретаря президиума Генерального совета партии «Единая Россия», занявшись программной работой. До этого был заместителем секретаря президиума Генерального совета партии «Единая Россия» по вопросам агитации, пропаганды и контрпропаганды.
18 сентября 2016 года избран депутатом Государственной Думы VII созыва по федеральному списку партии «Единая Россия».
24 сентября 2016 года по предложению председателя партии Д. А. Медведева решением Высшего и Генерального советов «Единой России» и фракции ЕР в Государственной Думе избран первым заместителем руководителя фракции по законопроектной деятельности.
27 сентября 2017 года вошел в состав Комитета Госдумы по бюджету и налогам.
23 декабря 2017 года стал членом Высшего совета Всероссийской политической партии «Единая Россия».
В ходе президентских выборов 2018 года был членом инициативной группы, выдвинувшей кандидатуру президента РФ Владимира Путина.
В ходе губернаторских выборов в Хакассии 2023 года в составе группы из 24 депутатов Госдумы от «Единой России» приехал в Хакасию и лично агитировал жителей региона проголосовать за кандидата от партии в лице Сергея Сокола.

### Законотворческая деятельность
С 1999 по 2019 год, в течение исполнения полномочий депутата Государственной Думы III, IV, V, VI и VII созывов, выступил соавтором 155 законодательных инициатив и поправок к проектам федеральных законов.

### Скандал вокруг статьи в «МК»
15 марта 2013 года Исаев сделал в своём твиттере две записи, которые вызвали критический общественный резонанс. В первом твите речь шла о том, что «жёлтая газетёнка» опубликовала «грязный наезд на трёх женщин-депутатов». Во втором твите, опубликованном спустя два часа, было написано: «Мелкие твари — расслабьтесь, вы нам безразличны. А вот конкретный редактор и автор ответят жёстко».
Этот твит блогеры сочли угрозой в адрес журналистов, а деловой портал РБК охарактеризовал как «агрессию». Журналист Олег Кашин написал в ответ Исаеву пост «Арматурка?», намекая на собственное избиение осенью 2010 года. Также блогеры сочли оскорбительным обращение «мелкие твари», посчитав, что так Исаев обозвал российских граждан.
Пользователи интернета сочли, что реакцию единоросса вызвала статья Георгия Янса «Политическая проституция сменила пол», опубликованная на сайте и выпуске газеты «Московский комсомолец» за 16 марта. В статье речь шла об однопартийцах Исаева: Ирине Яровой, Екатерине Лаховой и Ольге Баталиной, колеблющихся вместе с «линией партии».
18 марта главный редактор «МК» Павел Гусев обратился с заявлением в Генеральную прокуратуру и Следственный комитет РФ с просьбой возбудить уголовное дело против Исаева в связи с его угрозами в адрес журналистов газеты, признать потерпевшими автора статьи Г. Янсюкевича (псевдоним — Георгий Янс) и заместителя главного редактора МК Айдера Муждабаева. По мнению Муждабаева, реакция Исаева обусловлена тем, что в тексте статьи он узнал себя.
19 марта Госдума РФ приняла заявление «О недопустимости злоупотребления свободой слова в СМИ», поддержанное большинством (составившее члены фракций Единая Россия и ЛДПР) в 300 из 397 голосов, осудила статью в «МК», потребовала от П. Гусева извинений, констатировала, что Гусев не может быть председателем Союза журналистов Москвы и членом Общественной палаты РФ. 27 марта Гусев при поддержке Фонда защиты гласности единогласно переизбран председателем Союза журналистов Москвы.
20 марта стало известно, что В. Путин в курсе конфликта между Исаевым и Гусевым, однако, по словам пресс-секретаря Президента РФ, решил не вмешиваться и никак не влиять на ситуацию.
27 марта Д.Медведев на встрече с единороссами, касаясь критики в прессе, указал, что время непубличной политики миновало, рекомендовал недовольным отвечать через суд: «Со СМИ надо работать. Время, когда можно было что-то делать за счёт административных решений, прошло».
3 июня Общественная коллегия по жалобам на прессу сообщила о том, что не нашла оскорблений и нарушения журналистской этики в статье «Московского комсомольца». По её оценке там нет сведений, порочащих гражданина по половой принадлежности и нарушающих нормы морали. Вместе с тем коллегия решила, что в материале есть некоторая бестактность, которая придает сугубо идеологическому понятию «политическая проституция» определённо излишний в контексте статьи оттенок. Исаев счёл вердикт коллегии необъективным и политически мотивированным.

### Дебош на борту самолёта
9 октября 2013 года в прессе появилась информация о дебоше, устроенном Исаевым накануне вечером на борту самолёта «Аэрофлота», вылетавшего рейсом Санкт-Петербург — Москва. Полиция сняла помощника Исаева Александра Поглазова, находившегося в нетрезвом состоянии, с самолёта, а вылет рейса задержался на 36 минут. Согласно разъяснению руководителя департамента общественных связей Аэрофлота Андрея Согрина, Исаев требовал пересадить своего нетрезвого помощника А. Поглазова в салон бизнес-класса, угрожал членам экипажа увольнением и личными неприятностями.

«Мы спокойно ждали взлета самолёта, пока не появился депутат Исаев и его помощник. Судя по поведению, могу предположить, что они были под какими-то наркотиками. Сначала кричали на стюардесс, а потом Исаев размахивал своей корочкой. В результате их с трудом сняла с самолёта полиция, а мы вылетели на полтора часа позже положенного»
— Замгендиректора соцсети «ВКонтакте» Илья Перекопский.
Депутаты и журналисты осудили дебош на самолёте, подчеркнув, что это позорит Госдуму и оскорбляет избирателей. Член комиссии по вопросам депутатской этики Владимир Поздняков назвал ситуацию на борту соответствующей повседневному поведению Исаева, которому присуща мания величия и фанаберия. Сам Исаев первоначально уверял, что инцидент не имеет к нему «практически никакого отношения». Партия «Единая Россия» проведёт проверку по данному факту, заверил секретарь генсовета «ЕР» Сергей Неверов.
Вечером 9 октября Исаев объявил, что берёт на себя ответственность за инцидент в самолёте, принёс извинения, намерен приостановить своё членство в президиуме генсовета партии «Единая Россия» и подал заявление о сложении с себя полномочий заместителя секретаря генсовета партии.
Спустя месяц после инцидента половина россиян выразили желание лишить Исаева депутатского мандата, по данным социологического опроса Левада-центра. При этом 50 % знающих о дебоше, определённо высказались за лишение мандата, ещё 38 % настроены «скорее да». За то, чтобы Исаев продолжал работать в парламенте, выступили лишь 5 % опрошенных.
Дебош на борту активизировал парламентскую дискуссию об отмене депутатской неприкосновенности для членов Федерального Собрания.

### Политические взгляды
Исаев поддержал принятие «закона Димы Яковлева», запрещающего усыновление российских сирот американскими гражданами. Позже он заявил о планах полностью запретить иностранное усыновление. Противников закона, которые организовали и участвовали 13 января 2013 года в «Марше против подлецов», он назвал «врагами российского суверенитета» и «детоторговцами».
Исаев выступает против повышения пенсионного возраста, запрета работающим пенсионерам получать пенсию целиком или частично, отказа от индексации пенсий в жёсткой привязке к инфляции, перевода молодых работников исключительно на рельсы накопительной системы и сокращения гарантий государства перед ними.
Он поддерживает отказ от льгот, установленных на взносы в Пенсионный фонд, повышение взносов с самозанятого населения до разумного предела, увеличение взносов с работодателей, работники которых трудятся во вредных и опасных условиях, вывод накопительной части пенсии из системы обязательного пенсионного страхования (она, по-мнению Исаева, должна стать добровольной). В ходе голосования, проведённого «Русской службой новостей» в декабре 2012 года, свыше 83 % граждан поддержали безусловный запрет заёмного труда в России.
В ответ на критику поддержки партией Единая Россия «изобретателя-шарлатана» Виктора Петрика, высказанную тогдашним председателем Совета Федерации, лидером партии «Справедливая Россия» Сергеем Мироновым, Исаев выступил на стороне изобретателя, чьи разработки стали основой партийного проекта «Чистая вода». Данное высказывание вызвало, в свою очередь, критику со стороны «Справедливой России».

### Собственность и доходы
Согласно официальным данным, доход Исаева вместе с супругой за 2011 год составил 4,7 млн рублей. Семье принадлежат 3 земельных участка общей площадью 5,8 тысяч квадратных метров, 3 квартиры, жилой дом, два легковых автомобиля — Toyota Land Cruiser Prado (цена от 2,48 млн рублей) и Toyota Corolla.

### Обвинения в незаконной предпринимательской деятельности
27 августа 2012 года депутат Дмитрий Гудков опубликовал в Живом Журнале пост под названием «Золотые крендели „Единой России“», в котором, в частности, представил результаты анализа деклараций, поданных Исаевым, из которых, по мнению Гудкова следует, что Исаев значительно расширил своё благосостояние на дивиденды от ЗАО «Ай Джи Пи Групп», которая занимается недвижимостью. Гудков утверждает, что из деклараций следует, что если в 2006 году у Исаева была только квартира, то уже к 2011-му к ней прибавились крупные земельные участки в Подмосковье и Германии, две большие квартиры в Москве, автомобили Toyota Land Cruiser и Toyota Corolla, а также у семьи депутата появился и внушительных размеров жилой дом площадью 340 кв м2.
Исаев в ответ назвал «компромат» Гудкова смешным и объяснил, «что касается компании „Ай джи пи групп“, то компания была зарегистрирована три года назад. С того времени не только я не занимался предпринимательской деятельностью, но и сама компания. Она не выплатила ни одной зарплаты, у неё нулевой баланс, в её имуществе находится только резиновая печать». А по поводу недвижимости Исаев заявил, что на неё семья «копила всю сознательную жизнь».
18 сентября 2012 Илья Пономарёв опубликовал дополнительную информацию по земельному участку в Германии. Согласно утверждениям Пономарёва, на этом участке в городе Трир находится отель, используемый для размещения паломников во время православных туров, стоимость участка с гостиницей, по оценкам экспертов, около 800 тысяч €, а стоимость размещения паломников — от 50 евро за ночь. Ранее, в эфире радиостанции Русская служба новостей Исаев объяснил радиослушателю Роману, зачем ему земля в Германии:

«Там у моей жены участок, на котором всего 2 объекта — это паломнический центр и храм святого апостола Фомы…
Этот участок необходим для того, чтобы поддерживать деятельность паломнического центра и храм. Мы считаем необходимым нести информацию о православии на Запад и нести информацию о том, что собой реально представляет Запад для православной общественности. Паломнический центр, куда паломники могут приехать.., чтобы поклониться Хитону Христа, поклониться главе Святой Елены, ознакомиться с нашими православными святынями, которые находятся там, на Западе. Для того чтобы это было, там необходимо было сохранить этот участок земли. Поэтому так получилось, что моя супруга, участвующая в этом проекте, получила долю».
— Интервью с Андреем Исаевым// Русская служба новостей 27.08.2012
В интервью «Московскому комсомольцу» Исаев заявил:

У меня нет недвижимости за рубежом. Ни единого сантиметра. И у меня нет бизнеса ни в России, ни за границей. …Действительно, есть доля земельного участка в Германии у моей супруги, на котором стоит паломнический центр. Отель, где останавливаются верующие, очень маленький, и это даже бизнесом назвать сложно. Но в любом случае это бизнес жены, а не мой, я к нему никакого отношения не имею. Но я поддерживаю морально то, чем она занимается.
— Андрей Исаев — «МК»: «Буду подавать на Гудкова в суд» // «Московский комсомолец», 18 сентября 2012
На сайте «паломнического и культурно-просветительского центра Св. апостола Фомы в Европе» указано, что он является представителем журнала «Фома» в Западной Европе, а также туроператором по приему православных паломников, и содержит паломническую гостиницу «Святого апостола Фомы на источнике» с домовым храмом Св. Сорока мучеников Севастийских Берлинской и Германской епархии Московского Патриархата в городе Трире.
Согласно официальной декларации о доходах, имуществе и обязательствах имущественного характера депутата и членов его семьи за период с 01.01.2011 по 31.12.2011 Исаев получил доход 3 211 898,67 рублей (около 80000 €), а его супруга — 1 528 691,12 (около 38000 €).
12 марта 2013 года Исаев заявил, что продаст долю в земельном участке и отеле для паломников в Германии, принадлежащую его супруге, в том случае, если будет принят закон о запрете на зарубежные счета и имущество для российских чиновников. Покупатель на зарубежный актив четы Исаевых уже найден.

## Международные санкции
Из-за нарушения территориальной целостности и независимости Украины во время российско-украинской войны находится под персональными международными санкциями разных стран.
23 февраля 2022 года внесён в санкционные списки стран Евросоюза за действия и политику, которые подрывают территориальную целостность, суверенитет и независимость Украины и еще больше дестабилизируют Украину.
24 февраля 2022 года включён в санкционный список Канады «близких соратников режима» за голосование о признании независимости «так называемых республик в Донецке и Луганске».
24 марта 2022 года, на фоне вторжения России на Украину, включён в санкционный список США за «соучастие в войне Путина» и «поддержку усилий Кремля по вторжению в Украину», Госдеп США заявил что депутаты Госдумы используют свои полномочия для преследования инакомыслящих и политических оппонентов, нарушают свободу информации, ограничивают права человека и основные свободы граждан России.
По аналогичным основаниям, с 25 февраля 2022 года находится под санкциями Швейцарии. С 26 февраля 2022 года находится под санкциями Австралии. С 11 марта 2022 года находится под санкциями Великобритании. С 12 апреля 2022 под персональными санкциями Японии.
Указом президента Украины Владимира Зеленского с 7 сентября 2022 года находится под санкциями Украины. С 12 октября 2022 года находится под санкциями Новой Зеландии.

## Семья, увлечения
Женат, супруга Алина Дальская — бывшая школьная ученица Исаева. Работает шеф-редактором отдела православного журнала «Фома», является владельцем издательства «Настя и Никита». Сын Никита (род. 1996) и дочь Анастасия (род. 2000) — студенты.
Андрей Исаев является вице-президентом Федерации кикбоксинга России. Однако, по словам самого Исаева, сам он спортом не занимается: «Я политик, а не спортсмен. Однажды, правда, я записался в секцию классической борьбы. Но результатов, о которых я мечтал, у меня не получилось. И через полгода я ушел из секции. С тех пор серьёзно спортом я не занимаюсь».

## Награды
- Орден «За заслуги перед Отечеством» IV степени (26 апреля 2013 года) — за активную законотворческую деятельность и многолетнюю добросовестную работу[102].
- Орден Почёта (2003).
- Орден Дружбы (8 ноября 2007 года) — за заслуги в законотворческой деятельности, укреплении и развитии российской государственности[103].
- Медаль Столыпина П. А. II степени (26 сентября 2014 года) — за заслуги в законотворческой деятельности, направленной на решение стратегических задач социально-экономического развития страны[104].
- Почётная грамота Президента Российской Федерации (21 октября 2009 года) — за плодотворную законотворческую и общественную деятельность[105].
- Благодарность Президента Российской Федерации (10 июля 2017 года) — за заслуги в развитии бюджетного и налогового законодательства, многолетнюю добросовестную работу[106].
- Почётная грамота правительства Российской Федерации (17 апреля 2006 года) — за заслуги в законотворческой деятельности, активное участие в развитии парламентаризма в Российской Федерации и в связи со 100-летием учреждения Государственной думы в России[107].
- Благодарность Правительства Российской Федерации (20 июля 2019 года) — за большой вклад в развитие российского парламентаризма и активную законотворческую деятельность[108].

## Интервью
- «И с нашей стороны разоблачения непременно будут» — 14.03.2013